# Led Zeppelin Japanese Tour 1971
Led Zeppelin Japanese Tour 1971 var en konsertturné med det brittiska hårdrocksbandet Led Zeppelin i Japan 1971. Turnén var bandets första i Japan och fortsatte egentligen den tidigare turnén Led Zeppelin North American Tour 1971.

## Låtlista
En ganska typisk låtlista med viss variation är följande:
1. "Immigrant Song" (Page, Plant)
2. "Heartbreaker" (Bonham, Page, Plant)
3. "Since I've Been Loving You" (Page, Plant, Jones)
4. "Out On the Tiles" (Intro) (Page, Plant, Bonham)/"Black Dog" (Page, Plant, Jones)
5. "Dazed and Confused" (Page)
6. "Stairway to Heaven" (Page, Plant)
7. "Celebration Day" (Jones, Page, Plant)
8. "Bron-Y-Aur Stomp" (Page, Plant, Jones)
9. "That's the Way" (Page, Plant)
10. "Going to California" (Page, Plant)
11. "Tangerine" (Page)
12. "What Is and What Should Never Be" (Page, Plant)
13. "Moby Dick" (Bonham)
14. "Whole Lotta Love" (Bonham, Dixon, Jones, Page, Plant)

Extranummer
- "Thank You" (Page, Plant)
- "Communication Breakdown" (Bonham, Jones, Page)
- "Rock and Roll" (Page, Plant, Jones, Bonham)

## Turnédatum
- 23/09/1971  Budokan Hall - Tokyo
- 24/09/1971  Budokan Hall - Tokyo
- 27/09/1971  Municipal Gymnasium - Hiroshima
- 28/09/1971  Festival Hall - Osaka
- 29/09/1971  Festival Hall - Osaka